# Вудка для кота
Вудка для кота (іграшка), вудка-дражнилка, іграшка-дражнилка, вудочка для кота (англ. cat teaser wand) — це інтерактивна іграшка, призначена для гри з домашніми котами, яка імітує мисливську поведінку. Зазвичай вона складається з палички чи прута, до одного кінця якого прикріплена мотузка, а до іншого — приманка, така як м'ячик, пір'я, тканина або маленька м'яка іграшка. Така конструкція дозволяє людині імітувати рухи здобичі, заохочуючи кота бігати, стрибати й нападати, стимулюючи його природні мисливські інстинкти та забезпечуючи як фізичне, так і розумове навантаження.
Конструкція та матеріали
Вудочки-іграшки для котів бувають різних дизайнів, але зазвичай складаються з таких елементів:
- Прут або паличка, виготовлені з таких матеріалів, як пластик, дерево чи скловолокно.
- Мотузка, або еластичний шнур, з різник натуральних чи синтетичних матеріалів, прикріплені до палички.
- Приманка на кінці мотузки, часто оздоблена пір’ям, дзвіночками, хутром або кольоровою тканиною.

Деякі моделі мають змінні приманки або телескопічні прути, що дозволяють регулювати довжину.
Користь для здоров’я та психіки
Регулярна гра з вудочкою-іграшкою для кота має багато користі для здоров’я:
- Фізичні вправи: Заохочує кота бігати, стрибати та підкрадатися, що допомагає підтримувати здорову вагу, покращує м’язовий тонус і сприяє здоров’ю серцево-судинної системи[1].
- Розумова стимуляція: Запобігає нудьзі та знижує рівень стресу, зменшуючи ризик поведінкових проблем, таких як агресія, надмірне вилизування чи руйнівна поведінка[2].
- Емоційне збагачення: Дозволяє котам безпечно та підконтрольно проявляти природні мисливські інстинкти, що підвищує їхнє задоволення та зменшує фрустрацію, особливо в умовах проживання в приміщенні[3].

Зміцнення зв’язку між котом і власником
Інтерактивна гра з вудочкою-іграшкою не лише корисна для здоров’я кота, але й сприяє зміцненню стосунків між котом і його власником і є частиною сучасного культурного феномену взаємодії людини з котами. Спільна гра формує довіру та позитивні асоціації, поглиблюючи емоційний зв’язок. Власник під час гри краще розуміє характер і потреби свого улюбленця.
Популярність і доступність
Коти — одні з найпопулярніших домашніх тварин: станом на 2025 рік у домівках по всьому світу разом із власниками проживає понад 350 мільйонів котів, в той же час Україна займає 9 місце в світі (понад 7,6 мільйонів котів) за кількістю котів.
Ця кількість зростає через тренд "гуманізації", або "олюднення" домашніх улюбленців, які є частиною сучасної культури утримання тварин, а власники витрачають на них все більше грошей, більше ніж коли небудь в людскій історії, більше того, в деяких країнах ці витрати сумарно переважають витрати на догляд за дітьми.
Зростає також популярність купівлі іграшок для котів — світовий ринок таких товарів, за прогнозами, суттєво зросте: з 1,68 мільярда доларів США у 2024 році до 4,5 мільярда у 2035, а поміж найпопулярніших і найбільш доступних котячих іграшок — вудки для котів .
Простий дизайн вудки для котів робить її недорогою у виробництві та широко доступною як у фізичних зоомагазинах, так і онлайн, а також у зоовідділах супермаркетів. Окрім того, такі іграшки легко зробити самостійно вдома, використовуючи підручні матеріали — дерев’яні палички, мотузки, а також пір’я, стрічки або клаптики тканини для приманок. Це дає змогу адаптувати іграшку до вподобань конкретного кота й може стати вигідною альтернативою готовим виробам із магазину.
Заходи безпеки
Фахівці радять використовувати вудочку-іграшку лише під наглядом, як і будь які інші іграшки для домашніх тварин. Якщо залишити кота без нагляду, він може перегризти або проковтнути частини іграшки, що становить небезпеку задухи або може призвести до кишкової непрохідності. З міркувань безпеки іграшку слід зберігати поза досяжністю кота, коли вона не використовується.